# Palîkorovî, Brodî
Palîkorovî (în ucraineană Паликорови) este localitatea de reședință a comunei Palîkorovî din raionul Brodî, regiunea Liov, Ucraina.

## Demografie
Componența lingvistică a localității Palîkorovî
     Ucraineană (99,55%)
     Alte limbi (0,45%)
Conform recensământului din 2001, majoritatea populației localității Palîkorovî era vorbitoare de ucraineană (99,55%), existând în minoritate și vorbitori de alte limbi.